# Tomáš Rečičár
Tomáš Rečičár (Prešov, 30 de noviembre de 1998) es un jugador de balonmano eslovaco que juega de central o lateral izquierdo en el HT Tatran Prešov. Es internacional con la selección de balonmano de Eslovaquia.
Su primer gran campeonato con la selección fue el Campeonato Europeo de Balonmano Masculino de 2022.

## Palmarés

### Tatran Prešov
- Liga de Eslovaquia de balonmano (4): 2017, 2018, 2019, 2021
- Copa de Eslovaquia de balonmano (3): 2017, 2018, 2020

## Clubes
| Club             | País       | Año         |
| ---------------- | ---------- | ----------- |
| HT Tatran Prešov | Eslovaquia | 2016 - Act. |